# Aleksandr Chatuncev
Aleksandr Vasil'evič Chatuncev (in russo Александр Васильевич Хатунцев?, angl. Alexander Khatuntsev; Mosca, 11 novembre 1985) è un ex ciclista su strada e pistard russo, professionista dal 2005 al 2012.

## Carriera
Suo fratello gemello Vasilij è stato anch'egli ciclista a livello non professionistico e ha corso insieme a lui nell'Omnibike Dynamo Moscow.
Dal 2004 al 2006 corre per le squadre russe CSKA Moscow e Omnibike Dynamo Moscow, totalizzando quattordici vittorie nella stagione 2006, tra le quali il successo alla Boucles de l'Artois e ai campionati nazionali in linea, e nelle classifiche finali del Five Rings of Moscow e del Tour of South China Sea. Si dedica al ciclismo su pista tra il 2006 e il 2007 con il team Moscow e nel 2007 si accorda con la Unibet.com, formazione UCI ProTour, ritornando a gareggiare su strada.
Nel 2008 si trasferisce alla Tinkoff Credit Systems e l'anno seguente ritorna alla squadra russa Moscow, dove rimane fino al 2010. Ritornato a correre su pista nel biennio 2011-2012 con la RusVelo, nel 2012 gareggia anche su strada con la medesima formazione, rimanendo svincolato a fine stagione.

## Palmarès

### Strada
- 2004 (CSKA, tre vittorie)

1ª tappa Tour of South China Sea (Hong Kong)
6ª tappa Tour of South China Sea
Classifica generale Tour of South China Sea
- 2005 (Omnibike Dynamo Moscow, cinque vittorie)

Boucles de la Soule
1ª tappa Grand Prix of Sochi (Soči > Soči)
4ª tappa Grand Prix of Sochi (Mosca > Mosca)
5ª tappa Grand Prix of Sochi (Mosca > Mosca)
Classifica generale Grand Prix of Sochi
- 2006 (Omnibike Dynamo Moscow, quattordici vittorie)

Boucles de l'Artois
1ª tappa Grand Prix of Sochi (Mosca > Mosca)
2ª tappa Grand Prix of Sochi (Mosca > Mosca)
5ª tappa Grand Prix of Sochi (Mosca > Mosca)
Grand Prix of Moscow
4ª tappa Five Rings of Moscow (Mosca > Mosca)
Classifica generale Five Rings of Moscow
Tartu Rattaralli
5ª tappa Tour of Serbia
Campionati russi, prova in linea
1ª tappa Tour of Hainan
3ª tappa Tour of South China Sea
6ª tappa Tour of South China Sea
Classifica generale Tour of South China Sea
- 2009 (Team Moscow, quattro vittorie)

3ª tappa Kuban Stage Race (Mosca > Mosca)
4ª tappa Kuban Stage Race (Mosca > Mosca)
3ª tappa Five Rings of Moscow (Mosca > Mosca)
Grand Prix of Moscow

#### Altri successi
- 2008 (Tinkoff)

1ª tappa Settimana Ciclistica Lombarda (Brignano > Brignano, cronosquadre)

### Pista
- 2002

Campionati del mondo, Inseguimento a squadre Juniores (con Michail Ignat'ev, Sergej Ulakov e Illja Krestjaninov)
- 2003

Campionati europei, Inseguimento individuale Juniores
Campionati del mondo, Inseguimento individuale Juniores
- 2005

Campionati europei, Inseguimento a squadre Under-23 (con Sergej Kolesnikov, Ivan Kovalëv e Valerij Valynin)
- 2011

3ª prova Coppa del mondo 2010-2011, Inseguimento a squadre (Pechino, con Evgenij Kovalëv, Aleksej Markov e Aleksandr Serov)

## Piazzamenti

### Competizioni mondiali
- Campionati del mondo su strada

Salisburgo 2006 - In linea Under-23: 3º
- Campionati del mondo su pista

Melbourne 2002 - Inseg. a squadre Jun.: vincitore
Mosca 2003 - Inseg. individuale Juniores: vincitore
Apeldoorn 2011 - Corsa a punti: 4º
Apeldoorn 2011 - Americana: 10º
- Giochi olimpici

Atene 2004 - Inseguimento a squadre: 9º